# I Can See Your Voice (Vlaanderen)
I Can See Your Voice is een Vlaams tv-mysterie-muziekspelshowserie gebaseerd op het gelijknamige Zuid-Koreaanse programma dat sinds 26 maart 2022 op VTM wordt uitgezonden. Het programma wordt gepresenteerd door Jonas Van Geel. Op 2 september 2022 begon het tweede seizoen. In oktober 2023 werd aangekondigd dat een 3de seizoen in de maak is.

## Overzicht
Als de zanger goed is, winnen de deelnemers € 2.500; als de zanger slecht is, wordt in plaats daarvan hetzelfde bedrag aan de slechte zanger gegeven.

### Rondes
1. Eerste indruk
2. lip sync
3. testbeeld
4. de klankkast
5. Ondervraging

## Panel
Elke aflevering staat het panel de deelnemers bij met hun gedachten. Ze worden elke week bijgestaan door een gastartiest. Het panel bestaat uit Ingeborg, Vincent Fierens, Kamal Kharmach en Kürt Rogiers. In het 2de seizoen bleef het panel ongewijzigd. In seizoen 3 werden Fierens en Kharmach vervangen door Jamie-Lee Six en Jaap Reesema. In aflevering 4 van seizoen 3 verving Ruth Beeckmans Ingeborg.
|            | Panelleden     | Panelleden      | Panelleden     | Panelleden   |
| ---------- | -------------- | --------------- | -------------- | ------------ |
| S1         | Ingeborg       | Vincent Fierens | Kamal Kharmach | Kürt Rogiers |
| S2         | Ingeborg       | Vincent Fierens | Kamal Kharmach | Kürt Rogiers |
| S3, afl1-3 | Ingeborg       | Jamie-Lee Six   | Jaap Reesema   | Kürt Rogiers |
| S3, afl 4  | Ruth Beeckmans | Jamie-Lee Six   | Jaap Reesema   | Kürt Rogiers |

## Afleveringen

### Seizoen 1
| Afl. | Uitzend-datum | Kijkcijfers | Gastartiest        | Deelnemers         | Beloning | Mysteriezangers    | Mysteriezangers    | Mysteriezangers    | Mysteriezangers    | Mysteriezangers    | Mysteriezangers     | Mysteriezangers |         |
| Afl. | Uitzend-datum | Kijkcijfers | Gastartiest        | Deelnemers         | Beloning | Eliminatievolgorde | Eliminatievolgorde | Eliminatievolgorde | Eliminatievolgorde | Eliminatievolgorde | Eliminatievolgorde  | Winnaar         | Winnaar |
| Afl. | Uitzend-datum | Kijkcijfers | Gastartiest        | Deelnemers         | Beloning | Eerste indruk      | Lipsynchronisatie  | Lipsynchronisatie  | Video aanwijzing   | Geheime studio     | Ondervraging        | Winnaar         | Winnaar |
| ---- | ------------- | ----------- | ------------------ | ------------------ | -------- | ------------------ | ------------------ | ------------------ | ------------------ | ------------------ | ------------------- | --------------- | ------- |
| 1    | 26 maart 2022 | 531.922     | Natalia            | Davina en Rachel   | €2500,00 | Franse Chansonnier | Bokser             | Popidool           | Miss Extravaganza  | Drummer            | Graffiti-kunstenaar | Acrobate        |         |
| 2    | 2 april 2022  | 493.229     | Christoff De Bolle | Evi en Christel    | €2500,00 | Rising Star        | Brusselse Ket      | Keukenprinses      | Spring-in-t-veld   | Rock n' Roll Mama  | Ballerina           | Autoverkoper    |         |
| 3    | 9 april 2022  | 505.092     | Laura Tesoro       | Ipek en Jennifer   | €0,00    | Rockstar           | Sirene             | Kokette Kapster    | Personal shopper   | English Lady       | Priester            | Boekenworm      |         |
| 4    | 16 april 2022 | 479.550     | Gers Pardoel       | Jona en Emily      | €2500,00 | Klassebak          | Grande Dame        | Reggaeman          | Dancing Queen      | Gastvrouw          | Football-speler     | Dreamgirl       |         |
| 5    | 23 april 2022 | 528.557     | Pommelien Thijs    | Amel en Jari       | €2500,00 | Amazone            | Stervoetballer     | Mama Melodie       | Dancing Diva       | Straatmuzikant     | Muziekleraar        | Duo             |         |
| 6    | 30 april 2022 | 408.041     | Bart Kaëll         | Helena en Anneke   | €0,00    | Afro-danser        | Amerikaanse        | Creator            | Singer-songwriter  | Advocaat           | Cabaretier          | Powergirl       |         |
| 7    | 7 mei 2022    | 530.101     | Belle Pérez        | Hannelore en Stijn | €2500,00 | Garagiste          | Musical Man        | Personal trainer   | Vlaamse Ed Sheeran | Chef               | Showqueen           | Bulgaarse Parel |         |

### Seizoen 2
| Afl. | Uitzend-datum     | Kijkcijfers | Gastartiest            | Deelnemers          | Beloning |
| ---- | ----------------- | ----------- | ---------------------- | ------------------- | -------- |
| 1    | 2 september 2022  | 384.803     | Metejoor               | Lore en Freya       | €2500,00 |
| 2    | 9 september 2022  | 407.030     | Jérémie Makiese        | Stephan en Thybault | €0,00    |
| 3    | 16 september 2022 | 577.308     | Margriet Hermans       | Annemie en Wendy    | €2500,00 |
| 4    | 23 september 2022 | 502.535     | Pauline Slangen & Regi | Océane en Ivan      | €0,00    |
| 5    | 5 mei 2023        | 463.879     | Bart Peeters           | Jasper en Robbe     | €0,00    |
| 6    | 12 mei 2023       | 500.775     | Loredana               | Filip en Natasja    | €0,00    |
| 7    | 19 mei 2023       | 527.532     | Jaap Reesema           | Glynis en Thalia    | €0,00    |
| 8    | 26 mei 2023       | 523.933     | Silvy De Bie           | Brecht en Evelien   | €2500,00 |

### Seizoen 3
| Afl. | Uitzend-datum | Kijkcijfers | Gastartiest      | Deelnemers           |
| ---- | ------------- | ----------- | ---------------- | -------------------- |
| 1    | 26 april 2025 | 510.686     | Stan Van Samang  | Sigi en Isis         |
| 2    | 2 mei 2025    | 485.059     | Isabelle A       | Pieter en Tim        |
| 3    | 9 mei 2025    | 582.960     | Sam Gooris       | Kimberly en Stefanie |
| 4    | 16 mei 2025   | 527.119     | Ianthe Tavernier | Jesse en Maithe      |